# Fermín Donazar
Fermín Donazar, vollständiger Name Fermín Walter Donazar Zabalza, (* 11. Januar 1933 in Montevideo; † 27. September 2018 in Montevideo) war ein uruguayischer Leichtathlet.

## Karriere
Die 1,73 Meter große Donazar war in den Disziplinen Weitsprung und Dreisprung aktiv. Er nahm mit der uruguayischen Mannschaft an den Panamerikanischen Spielen 1951 in Buenos Aires teil. Er war auch Mitglied des Kaders bei den Panamerikanischen Spielen 1955. Bei den Spielen in Mexiko-Stadt belegte er den siebten Platz im Dreisprung. Im Weitsprung wurde er Achter. Dabei stellte er mit 14,34 Metern einen neuen Uruguayischen Rekord im Dreisprung auf, den seit 1936 Julio Bastón (14,19 Meter) innegehabt hatte.
In den Jahren 1954, 1956 und 1958 wurde er jeweils Südamerikameister im Weitsprung. Windunterstützt gewann er den ersten Titel mit einer Weite von 7,51 Metern. Als Karrierebestweite ist dieser Sprung daher nicht heranzuziehen. Bei den Leichtathletik-Südamerikameisterschaften 1961 gewann er Bronze.
Er gehörte dem uruguayischen Aufgebot bei den Olympischen Spielen 1956 in Melbourne an. Im Wettbewerb qualifizierte er sich mit einem Sprung auf 7,31 Meter für das Finale. Diese weite blieb auch seine Karrierebestleistung. Im Finale gelang ihm mit einer Weite von 6,57 Metern nur ein gültiger Versuch. Damit erreichte er in der Endabrechnung den 12. Platz. Vier Jahre später scheiterte er als 23. in der Qualifikation des Weitsprungwettbewerbs bei den Olympischen Spielen 1960.

## Erfolge
- Südamerikameister: 1954, 1956, 1958 – Weitsprung

## Persönliche Bestleistungen
- Weitsprung: 7,31 Meter, 1956